# Laccophilus youngi
Laccophilus youngi är en skalbaggsart som beskrevs av Elwood C. Zimmerman 1970. Laccophilus youngi ingår i släktet Laccophilus och familjen dykare. Inga underarter finns listade i Catalogue of Life.